# Daniel de Folleville de Bimorel
Daniel, marquis de Folleville de Bimorel, né le 5 janvier 1842 au château d'Imbleville et mort le 12 juin 1916 à Rouen, est un juriste et homme politique français.

## Biographie
Louis André Daniel de Folleville est le fils du marquis Louis Léonce de Folleville et de Corinne Félicie Le Hayer de Bimorel, et le petit-neveu de Louis de Folleville.
Daniel de Folleville obtient sa licence en droit à la faculté de Paris, soutient sa thèse de doctorat devant la faculté de Caen en 1863, thèse lui valant la médaille d'or du concours du doctorat. Agrégé de droit civil et de droit criminel en 1865 à vingt-trois ans, il est attaché à la faculté de droit de Caen le 18 juin suivant, chargé du cours de code civil à la faculté de droit de Douai en septembre, puis titulaire de cette chaire. Officier d'Académie en 1877, il devient doyen de la Faculté de droit en 1879.

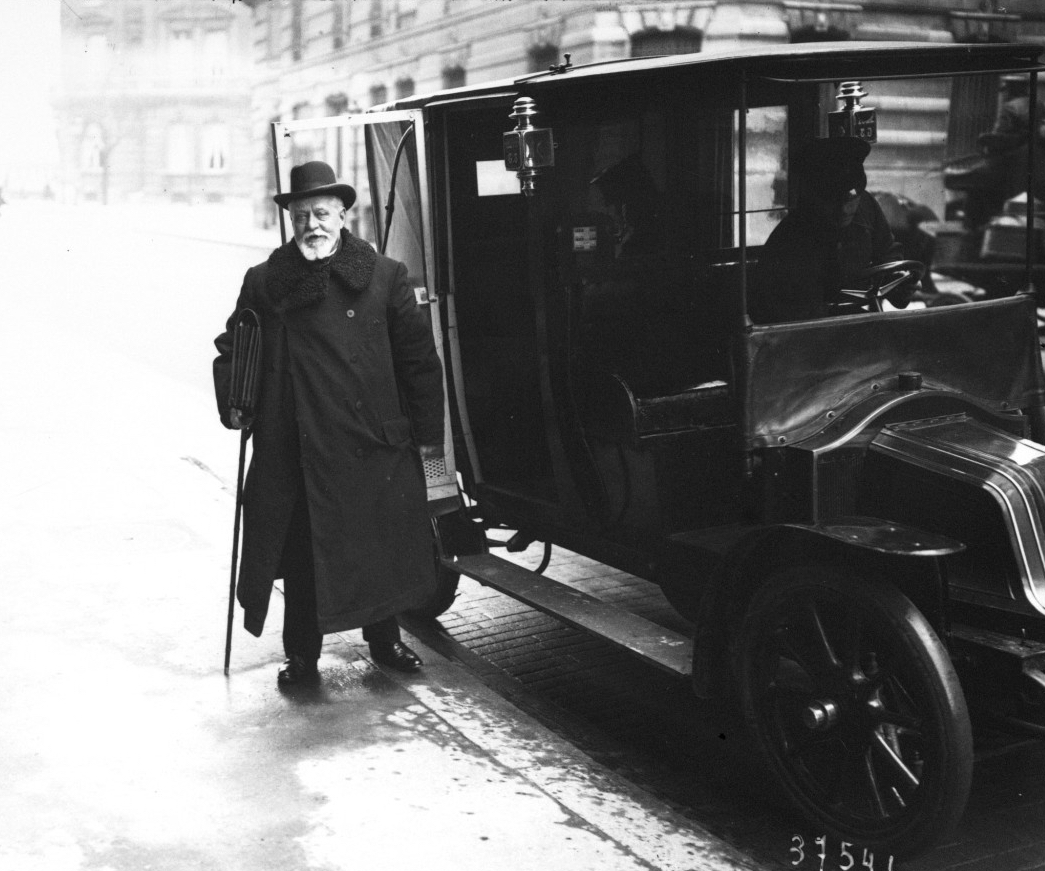
Daniel de Folleville.

Également inscrit comme avocat au barreau de la Cour d'appel de Douai et conseiller municipal, il prend la tête du mouvement de protestation contre le projet gouvernemental de transfert des facultés de Douai à Lille en 1887. Il envoie sa démission de doyen, démission que le ministre change en relèvement de fonction. Les facultés finalement installées à Lille, Daniel de Folleville y enseigne le Code civil jusqu'en 1898.
Conseiller municipal de son village natal d'Imbleville depuis 1873, Daniel de Folleville est élu conseiller général par le canton de Tôtes en 1894, puis député de la Seine-Inférieure le 31 mai 1896. Il obtient sa réélection successivement en 1906, 1910 et en 1914, siégeant jusqu'au 12 juin 1916. À la Chambre, il est rapporteur de la commission spéciale d'enquête sur l'affaire Rochette.
Il meurt à Rouen et ses obsèques sont célébrées à Imbleville où il est inhumé.

## Publications
- Études sur les associations commerciales en participation, 1865
- Considérations générales sur l'acquisition ou la libération par l'effet du temps, 1869
- Cours de code civil, 1871…
- Traité de la possession des meubles et titres au porteur, 1875
- Traité théorique et pratique de la naturalisation, 1880
- Recueil des règlements des facultés de droit, 1881
- La question des universités régionales, 1890

## Décorations
- Officier d'académie (1877).
- Officier de l'Instruction publique (1882).
- Chevalier de la Légion d'honneur (décret du 31 décembre 1904)[2]

## Sources
- « Daniel de Folleville de Bimorel », dans le Dictionnaire des parlementaires français (1889-1940), sous la direction de Jean Jolly, PUF, 1960 [détail de l’édition]